# Crepis foetida
Crepis foetida es una especie de planta herbácea perteneciente a la familia de las asteráceas. Tiene una distribución cosmopolita ya que se encuentra en América, Europa, África, Asia y Australia.

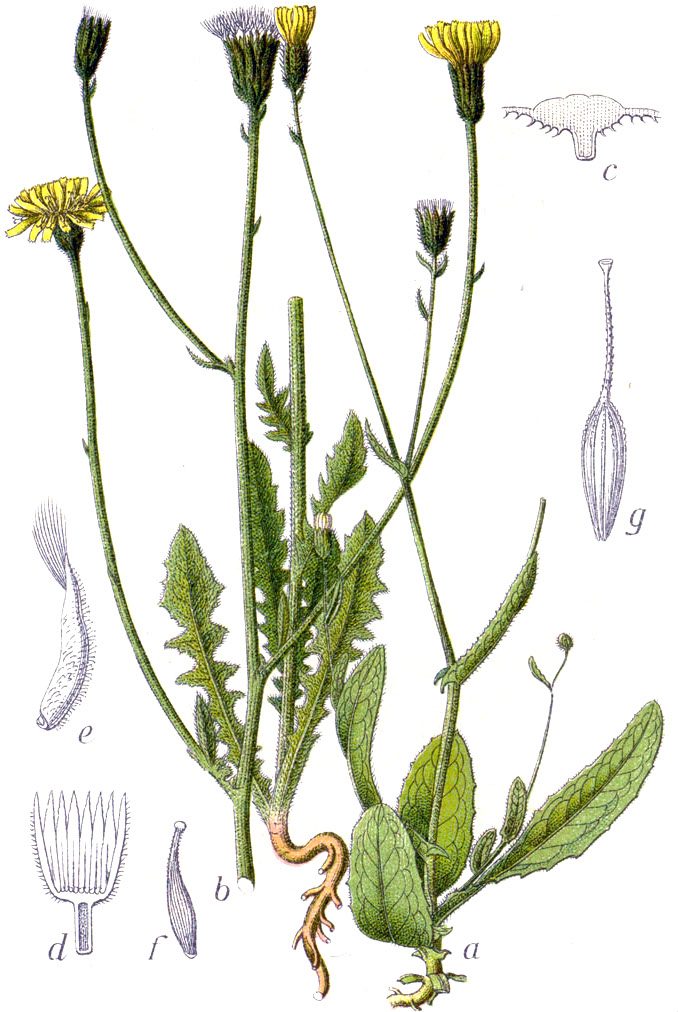
Ilustración

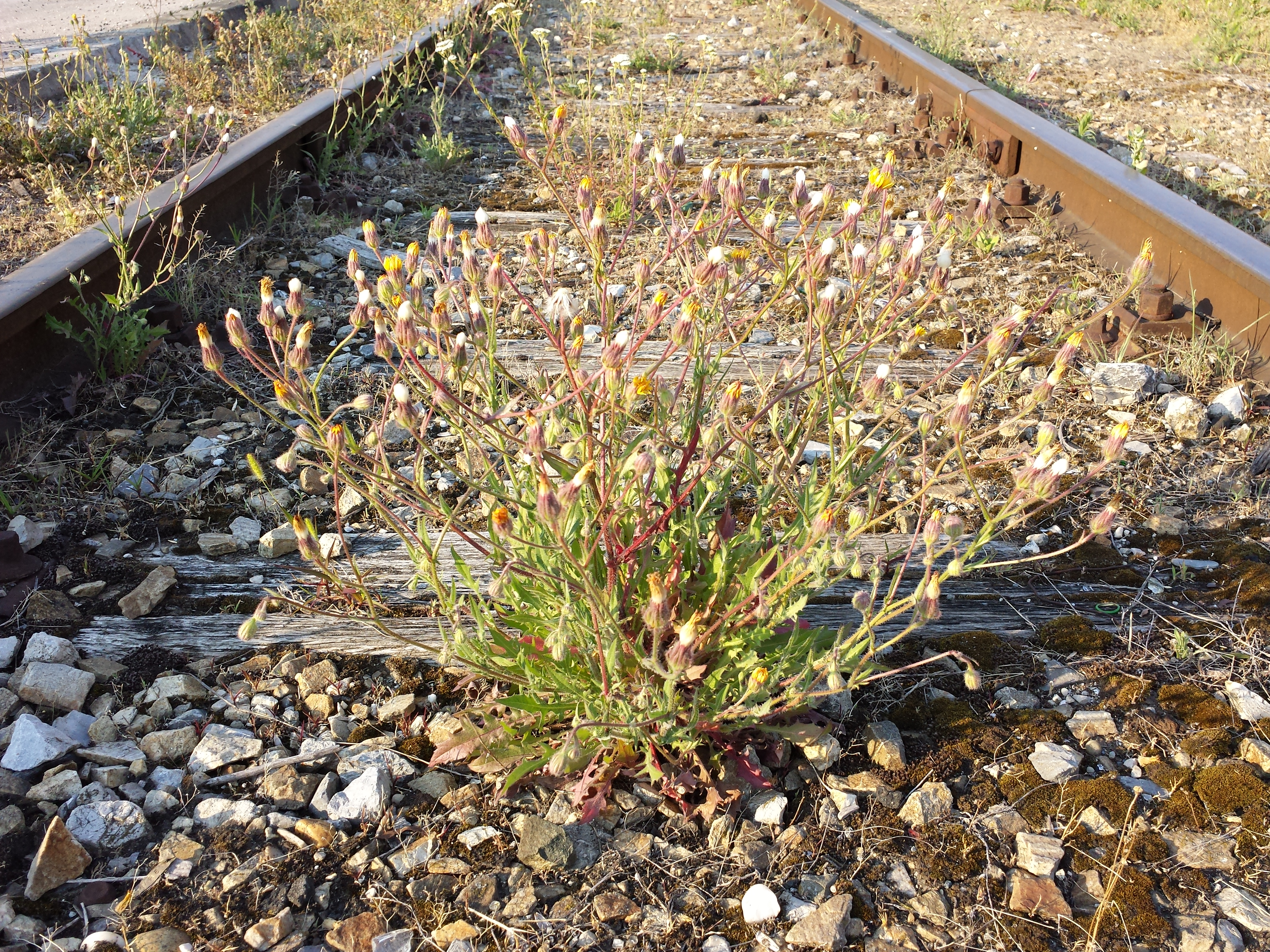
En su hábitat

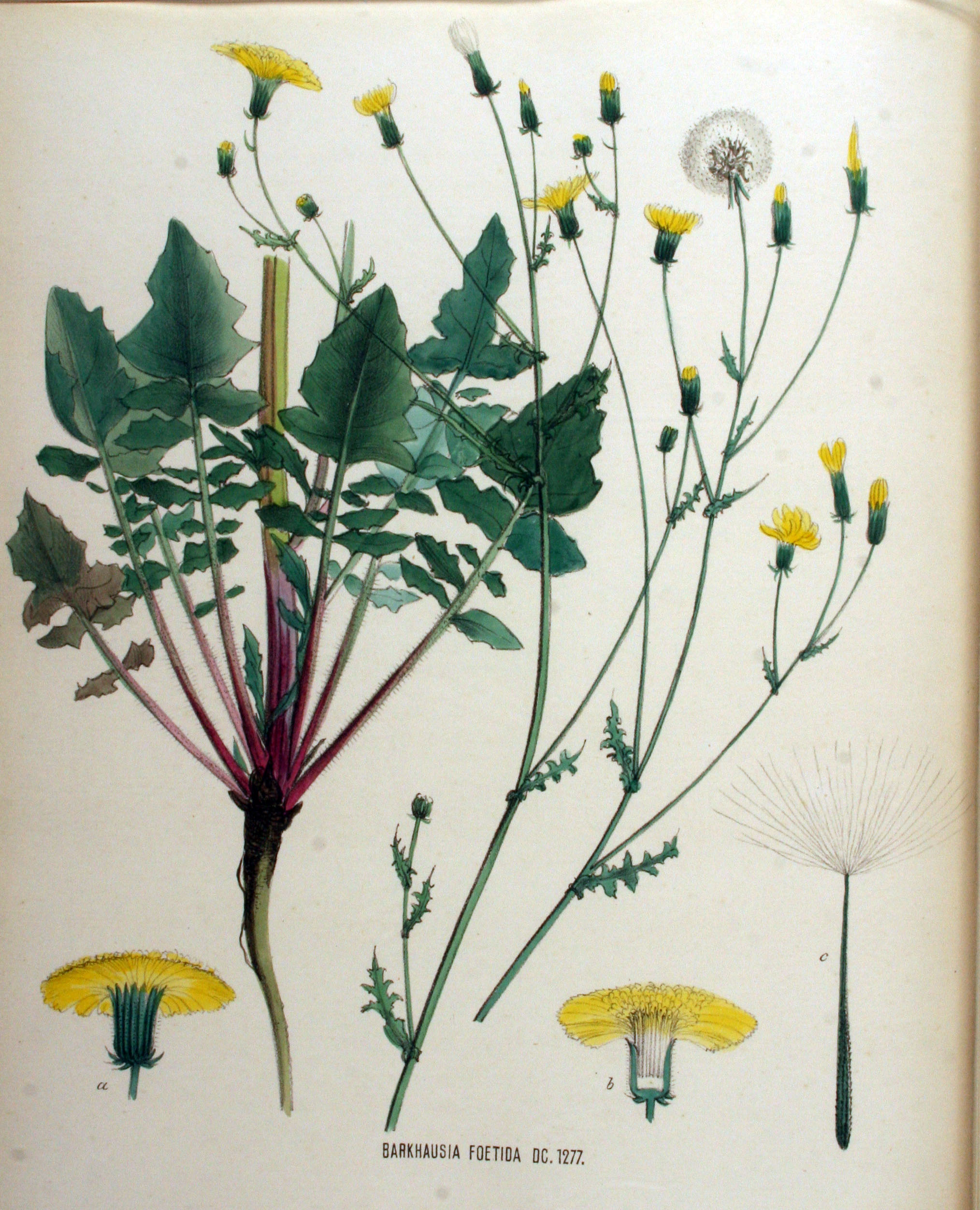
Ilustración

## Descripción
Es una planta herbácea anual, raramente perenne o bienal, alcanza los 15-70  centímetros de altura. Los tallos florales son erectos, erguidos, surcados, subglabros o hispidos. Las hojas de la roseta son obovadas, de 5.0-20.0 cm de largo, y 1.0-5.0 cm de ancho, pinnatífidas, irregulares, enteras o denticuladas, obtusas o atenuadas, similar al peciolo, hispidas o subglabras. Las hojas caulinares son alargadas, lineales, elípticas o aovadas, pinnatífidas, pinnatisectas o irregulares.Con pedúnculo de hasta 20 cm de largo, ligeramente hinchados en el ápice, glabros o hispidos.  Involucro  cilíndrico o ampliamente campanulado, con brácteas involucrales de color verde o púrpura, poco tomentosas o glandulares;  brácteas exteriores involucrales ovadas a lineales; interior  ovadas a lineales. Corola ligulada de color amarillo, lígula  teñida de rojo. El fruto en forma de aquenio.

## Taxonomía
Crepis foetida fue descrita por Carlos Linneo y publicado en Species Plantarum 2: 807. 1753.
Etimología
Crepis: nombre genérico que deriva de las palabras griegas: 
krepis, que significa " zapatilla "o" sandalia ", posiblemente en referencia a la forma de la fruta.
foetida: epíteto latíno que significa "con olor desagradable".
Citología
Número de cromosomas de Crepis foetida (Fam. Compositae) y táxones infraespecíficos: 2n=10.
Variedades aceptadas
- Crepis foetida subsp. glandulosa (C.Presl) Arcang.
- Crepis foetida subsp. rhoeadifolia (M.Bieb.) Čelak.

Sinonimia
- Lapsana foetida (L.) Scop., Fl. Carniol., ed. 2 2: 118. 1772
- Picris foetida (L.) Lam., Fl. Franç. 2: 108. 1779
- Barkhausia foetida (L.) F.W.Schmidt in Samml. Phys.-Ökon. Aufsätze 1: 283. 1795
- Hostia foetida (L.) Moench, Suppl. Meth.: 221. 1802
- Arnoseris foetida (L.) Dumort., Fl. Belg.: 63. 1827
- Anisoderis foetida (L.) Fisch. & C.A.Mey., Index Seminum Hort. Petrop. 4: 32. 1838
- Wibelia foetida (L.) Sch.Bip. in Jahresber. Pollichia 20-21: 172. 1863
- Berinia foetida (L.) Sch. Bip. in Jahresber. Pollichia 22-24: 315. 1866
- Rhynchopappus foetidus (L.) Dulac, Fl. Hautes-Pyrénées: 493. 1867
- Hieracioides foetidum (L.) Kuntze, Revis. Gen. Pl. 1: 346. 1891
- Wibelia graveolens G.Gaertn. & al., Oekon. Fl. Wetterau 3: 144. 1801, nom. illeg.
- Crepis interrupta Sm., Fl. Graec. Prodr. 2: 137. 1813Protologue
- Barkhausia interrupta (Sm.) Rchb. in Mössler, Handb. Gewächsk., ed. 2 2: 1407. 1829
- Crepis gracilis Lej., Rev. Fl. Spa: 249. 1825
- Barkhausia gracilis (Lej.) Dumort., Fl. Belg.: 61. 1827
- Barkhausia zacinthia DC., Prodr. 7: 158. 1838
- Crepis zacinthia (DC.) Nyman, Syll. Fl. Eur.: 49. 1854-1855
- Crepis insularis Moris & De Not., Fl. Caprar.: 85. 1839
- Crepis rodigioides Sch. Bip. in Linnaea 19: 314. 1846
- Barkhausia schimperi A.Rich., Tent. Fl. Abyss. 1: 466. 1848
- Crepis schimperi (A. Rich.) Schweinf., Beitr. Fl. Aethiop.: 144. 1867
- Hieracioides schimperi (A. Rich.) Kuntze, Revis. Gen. Pl. 1: 346. 1891, nom. illeg.
- Barkhausia radicata (Sm.) Godr. in Mém. Sect. Sci. Acad. Sci. Montpellier 1: 436. 1853
- Crepis radicata Sm., Fl. Graec. Prodr. 2: 139. 1813
- Crepis thracia Spreng., Syst. Veg. 3: 634. 1826, nom. nov.
- Crepis fallax Boiss., Fl. Orient. 3: 850. 1875
- Hieracioides fallax (Boiss.) Kuntze, Revis. Gen. Pl. 1: 346. 1891
- Crepis eritreensis Babc. in J. Bot. 76: 208. 1938
- Crepis thomsonii Babc. in J. Bot. 76: 208. 1938
- Crepis barbata Mill., Gard. Dict. ed. 8: n. 2. 1768
- Lapsana leontodontoides DC., Prodr. 7: 82. 1838, nom. inval.
- Crepis amygdalina Lag., Cat. Hort. Madr.: 8. 1814, nom. nud.[7]

## Nombre común
- Castellano: falsa achicoria.[5]